# Вплив України та українців на російську літературу від середини XVII до початку XX століття
Вплив України та українців на російську літературу від середини XVII до початку XX століття
Українці впродовж ряду століть справляли благотворний вплив на розвиток російської культури й, зокрема, літератури. Багатогранне і часто вирішальне значення України й українців, а також білорусів у розвитку культури, літератури, освіти та релігійного життя Росії усвідомлювали російські діячі культури та науки. Видний російський славіст XIX століття Петро Безсонов так писав у 1871 році про різнорідні форми і методи участі білорусів та українців у розвитку російської культури:
|  | Кожний знає, які були вони рясні, щедрі, сильні для Великоросії, а точніше, Москви. Прибульці зайняли тут, перш за все, впливові місця, починаючи від ієрархів консисторій, які вони самі фундували, від вихователів царської родини до настоятелів монастирів, ректорів, префектів і вчителів, знову ж таки ними зафундованих шкіл, до кабінетних вчених, канцеляристів, дяків, секретарів. Майже все було піддане їх реформі і винятково невідпорному впливу: теологічні науки, вивірення святих та літургійних текстів, друкарство, справи схизми, церковна адміністрація, проповіді, хорові й родинні співи, запис нот, убранство домів архієпископів та спосіб їх життя, оснащення екіпажів, вигляд упряжі, службові строї, стан школи, предмети й форми навчання, місткість бібліотек, орфографія, вимова під час усної бесіди та під час читання (церковне м'яке «г» замість твердого), форма ігриськ та видовищ і т. д. |

## XVII—XVIII століття
На думку автора праці «Малороссийское влияние на великорусскую церковную жизнь» К. В. Харламповича:
|  | Діяльність малоросів як параяфіяльних, надвірніх, військових священиків, місіонерів, вчителів катехизму у світських школах, «екзаменаторів», перекладачів, іконописців, граверів. |

У російській літературі й науці XVII століття працювали, зокрема, такі українці:
- автор вперше надрукованого в Україні букваря з словником під назвою «Наука ко читанію і розумінію письма словенскаго…», а також праць «Граматика словенская», «Катехізис» — Лаврентія Зизанія Тустановського;
- автор книг «Зерцало богословії», «Євангеліє учительное (Перло многочинное)» — Кирила Транквіліона Ставровецького, книги які викликали полеміку у Москві.

У XVII столітті українці перекладали українські книги для царя та інших знатних персон в Росії, що сприяло повторному друкуванню книжок, виданих в Україні. Наприклад, «Граматики словенскої» Мелетія Смотрицького, «Катехізису» Петра Могили та ін. Серед щораз більше прибуваючих з України до Москви у XVII столітті вчителів шкіл, варто вказати на перекладача (з латинської на староцерковнослов'янську мову) книжки «Оград царицы или поучение некоего учителя имянем Мефрета, собрано от двести двадцати творцов греческих и латинских» Арсенія Сатановського.
Представник київського наукового середовища, автор фундаментальної праці «Филологический лексикон» i «Лексикон греко-словено-латинский» Єпіфан Славенецький, у 1653 році заснував у Москві першу греко-латинську школу, був її викладачем i ректором, котрому з уваги на досконале знання грецької i латини довірено переклад церковно-слов'янського тексту Біблії.
У XVII столітті по Переяславській угоді Україна виконувала роль поєднуючого помосту між східною і західною культурами. Українці, представники київської «вченості», вихованці Києво-Могилянської Академії, а також західних та польських шкіл були посередниками у прищеплюванні на російський ґрунт західноєвропейських ідей та культурних здобутків, котрі в російському середовищі досить легко засвоювалися, бо були українцями певним чином адаптовані, модифіковані, пристосовані до слов'янських умов.
Виразна інтенсифікація українських впливів (а опосередковано також i польських) настає в Росії після залучення Наддніпрянської України разом з Києвом до царської імперії по Андрусівському перемир'ю між Польщею та Росією. Тоді багато вихованців і представників української літератури та суспільної думки, виходячи з розуміння свого більш високого освітньо-інтелектуального рівня по відношенню до тогочасного російського духівництва (висміяного у сатирі учня Феофана Прокоповича Антіоха Кантемира), зайняло ряд чільних місць у політичному, церковному та культурному житті Москви, а також інших осередків релігійного та культурно-літературного життя, створюючи підвалини новожитнього російського письменництва.
|  | Діючи як наставники, духівники, письменники та перекладачі, як ієрархи церкви, вони залишалися репрезентантами південно-руської культури з усією її традицією і польсько-латинськими зв'язками, але й одночасно ставали діячами на російській ниві. Особливо заслуговує на увагу літературно-драматургічна творчість таких сформованих у київському культурному колі авторів як Стефан Яворський, Дмитро Туптало, Теофан Прокопович, Лаврентій Горка. В основі своїй це письменники українські, але вони зарахували себе одночасно і до духовної та літературної історії Росії на межі XVII—XVIII століть. |

Особливо велике зацікавлення мали створені київськими письменниками теоретично-літературні праці, підручники поетики i риторики, котрі швидко розповсюджувались серед шкільництва і в пізніших наукових закладах Росії, де вони використовувалися письменниками i вченими-філологами. Це сприяло розповсюдженню серед російського культурно-літературного життя відповідних теоретичних поглядів, системи оцінюваня, стилів, смаків чи звичок, освіти, просвітництва, а насамперед знань з різних царин гуманістики, суспільних і природничих наук.
Значення українців як співтворців новожитньої російської літератури видно особливо виразно при оцінці діяльності вихованців Києво-Могилянської Академії. Для усвідомлення ж ролі України як з'єднуючої ланки Росії з західною цивілізацією, достатньо згадати постать білоруса, вихованця київської Академії, Симеона Полоцького, котрий прищепив на російському ґрунті українську версифікацію силабістики, створену, між іншим, під впливом польської версифікації в українському варіанті церковно-слов'янської мови.
Прилучення Лівобережної України з Києвом до царської імперії викликало велику міграцію українців, представників світу літератури, культури і науки до Росії, вплинуло на зростання зацікавленості Україною — її історією, письменництвом, малярством, піснями і музикою з боку передовсім російських письменників. Зацікавлення Україною, її духовним життям, традиціями і звичками підтримували в освічених колах російського суспільства кобзарі-бандуристи i українська капела, що виступала при царському дворі. Зацікавлення екзотичними для Росії українськими звичаями та обрядами було підживлене виданням у 1776 році в Петербурзі праці Г. Калиновського «Описание свадебных украинских простонародных обрядов».
Особливий вклад у розвиток російської культури внесли українські письменники, архітектори i художники доби бароко. У ряді сакральних і світських будівель, що зводилися у Росії, застосовувалися взірці і засоби українського барокового мистецтва і архітектури. У їх будівництві брали участь видатні українські митці у цій галузі Федір Старченко та Іван Зарудний. Останній здійснював нагляд над іконографічним мистецтвом в Росії, а також був автором відомого пам'ятника церковної архітектури церкви Архангела Гавриїла (так звана башта Меншикова) у Москві 1705—1707 років, та одночасно був творцем іконостасів у соборі Вознесіння Господня у Талліннi 1717, i у соборі Петра і Павла в Петербурзі 1712—1733 років. Неможливо забути про композиторів: Микола Дилецький, Дмитро Бортнянський, Максим Березовський, Артем Ведель, також Степан Дегтяревський, Степан Давидов, Андрій Рачинський та багато інших.
Відкриття найстаріших літописів Київської i Галицько-Волинської Русі а також перші спроби створення підручників з історії Русі, пов'язані з популяризацією написаного у Києві, імовірно Іннокентієм Гізелем, великого підручника під назвою «Синопсис Київський» 1674 року, котрий багаторазово перевидавався до 1723 i був дуже популярний в Росії — спонукав російських драматургів, зокрема Олександра Сумарокова i Якова Княжнина, до пошуків тематики і сюжетів в історії Київської Русі, яку ідеологи і політики царської імперії трактували як початок історії Росії.

## XIX століття
Найбільше українські впливи відчутні в російській літературі і культурі XIX століття, особливо в період сентименталізму i романтизму.
Серед східнослов'янських мовознавців та літературних критиків першої половини XIX століття ствердилось переконання, що українська література не взмозі вийти поза травесційно-бурлескні канони, тому, що в українській мові крім речей смішних і жартівливих нічого представити. Серед певних кіл російських істориків (М. Погодін та ін.) та політиків була сильною ідея панславізму, яка не тільки пропагувалася, але й активно реалізувалася. Це приводило до того, що частина письменників українського походження писала свої твори або виключно російською мовою, або російською і українською мовами. До цієї когорти належать:
- Микола Гнідич — прихильник неокласицизму, поет і перекладач Ф. Шиллєра, В. Шекспіра, Ф. Вольтера, Гомера (знаменитий перекладач Іліади);
- Василь Капніст — автор відомої суспільно-звичаєвої комедії «Ябеда»;
- Василь Наріжний — вніс великий доробок у розвиток російського роману;
- Микола Гоголь — найвидатніший геніальний представник «української школи» в російському письменництві;
- Володимир Короленко — автор низки російськомовних творів на українську тематику.

Двомовних українсько-російських письменників репрезентують автори наступних творів: видавець україномовного часопису «Український вісник» Григорій Квітка-Основ'яненко, видатний письменник та історик Пантелеймон Куліш, Микола Костомаров, Тарас Шевченко. Ставлення самих українських письменників до своїх україномовних та російськомовних творів видно з їх листів. Наприклад, листи Т. Шевченка до П. Куліша. В листі від 5 грудня 1857 він пише: 
|  | Спасибі тобі, Богу милий друже мій великий, за твої дуже добрі подарунки і особливе спасибі тобі за «Чорну раду». Я вже її двічі прочитав, прочитаю і третій раз, i все-таки не скажу більш нічого, як спасибі. Добре, дуже добре ти зробив, що надрукував «Чорну раду» по-нашому. Я її прочитав і у «Руській бесіді», i там вона добра, але по-нашому лучче. |

Ці уривки з листів Тараса Шевченка дають змогу зрозуміти його ставлення до своїх російськомовних творів. З листа від 30 вересня 1842 до Я. Кухаренка: 
|  | Переписав оце свою «Слепую» та й плачу над нею, який мене чорт спіткав і за який гріх, що я оце сповідаюся кацапам черствим кацапським словом. |

З листа від 20 січня 1858 року до П. Куліша: 
|  | Навчи мене, будь ласкав, що мені робить з російськими повістями? У мене їх десятків до двох набереться. Грубу затопити — шкода: багато праці пропаде. Та й грошей би хотілося, бо тепер вони мені дуже потрібні. Порадь, будь ласкав, що мені робить? |

Тобто самі українці, що писали російською, розуміли меншу вартість своїх творів чужою мовою.
З менш відомих, або забутих сьогодні двомовних українських письменників, що працювали і в російській літературі, належить:
- Микола Сементовський — автор історичних романів: «Кочубей», «Мазепа — Гетьман Малороссии», «Потемкин», історичних праць: «Старина Малороссийская, запорожская и донская», «Киев, его святыни, древности и достопримечательности»;
- О. Кузьмич «Зиновій Богдан Хмельницький»;
- В. Кореневський — «Гетьман Остряница, или эпоха смут и бедствий Малороссии»;
- М. Маркевич — «Украинские мелодии».

Безпосередні попередники «малоросійських» (пізніше — «гоголівських») оповідань і героїв — Орест Сомов («Сказка о кладах», «Русалка»), Антон Погорєльський, О. Чуровський, А. Шаховський, Анатоль Свідницький, В. Сикевич, П. Раєвський. Усталена тими письменниками українська традиція в російській літературі доводиться до найвищих художніх досягнень, найвищого рівня, власне вже в оповіданнях «Вечера на хуторе близ Диканьки», або «Миргород» Миколою Гоголем, продовжувачем справи котрого в 50—60-ті роки XIX століття став О. Стороженко, автор російськомовних творів «Братья-близнецы», «Сотник Петро» та інших.

Важко сказати, якою мірою думка і позиція видавців української літератури (Ізмайлов, Цертелєв, Срезневський, Полевой) з приводу розвитку оригінальної літератури та української мови, впливала на здійснюване царською владою переслідування літературної мови і народної культури українців. Але є фактом те, що прогнози російських письменників відносно перспективи української мови і письменництва збігалися з позицією, яку займала в цьому питанні царська адміністрація. Остання придушувала будь-які прояви так званого сепаратизму, автономізму чи федералістичних концепцій, конспіративного київського Кирило-Мифодіївського братства, члени якого були в 1847 році викриті й покарані. Т. Шевченка було заслано на 10 років на Урал для служби у царських військах, з забороною писати і малювати. Як писав у своєму звіті з слідства шеф жандармів і начальник царської поліції Олександр Орлов: 
|  | Автор «Кобзаря» був людиною небезпечною, пагано впливав на оточення, так як не виявляв найпокірніші почуття найяснішій особі царської родини, котра визнала за дійсне викуп його з кріпацького стану, писав вірші ще й українською мовою виключно бунтівничого змісту. У віршах тих або плакав над тим, ніби Україна була поневолена і переживає тяжкі часи, або ж оспівував славу влади гетьмана і славного війська козацького, а також з неймовірним зухвальством виливав свою злість і наклепництво на особи царського дому, забуваючи про те, що то є його особисті доброчинці. А так як заборонене, приваблює людей слабкого характеру, Шевченко отримав серед приятелів славу видатного українського поета, через що його вірші стали подвійно шкідливі й небезпечні. Разом з новими віршами могли засіятися по Україні і слід за тим пустити коріння думки про те, ніби гетьманські часи були щасливі, а також про те, ніби часи ті можна повернути, чи думки про можливість існування України як окремої держави. |

Ставлення царської влади до членів Братства, особливо до Т. Шевченка, було обумовлене послідовно здійснюваною урядом політикою русифікації українського та інших поневолений народів. У царському документі 40-х років XIX століття, відверто говорилося: 
|  | В училищах Царства, так и прибалтийских губерний, стараться вести преподавание на русском языке... Ничто так не соединяет побежденные народы с победителями, как язык. |

Треба визнати, що начальник царської поліції О. Орлов дуже влучно оцінив «шкідливість» творчості українських письменників, а передовсім автора «Кобзаря», вірші якого врукописних списках кружляли по всій Україні, об'єднуючи весь український народ навколо однієї тези: 
|  | У своїй хаті, своя правда, i сила, i воля. |

Царська влада переконавшись, що українофільство стає живим народним струмом видає сумновідомий (i єдиний у своєму роді за шкалою світових таємниць) Емський указ 1876 року, що забороняв друкування книжок українською мовою, ввіз їх з-за кордону, а також театральні вистави та музичні твори українською. Заборонено було також вживати терміни «Україна» й «українці». Дозволялося тільки «Малоросія» й «малороси». Як з'ясував Богдан Лепкий, безпосереднім приводом до цього указу була спроба видання «Святого письма» в перекладі українською. Як правильно вважала царська влада, це було вкрай небезпечно для імперії, бо вело до мовного, а потім і до політичного відокремлення України від Росії.

## Вплив української природи, звичаїв, історії, мови
Українська тематика в творах російських письменників
Увагу російських письменників-сентименталістів XIX століття привертала насамперед пишність української природи — доказом того є твори Петра Шалікова під назвами «Наша Украина — другая Италия», «Путешествие в Малороссию», «Второе путешествие в Малороссию». Завдяки захоплюючим описам Дніпра, полтавських краєвидів, а також картинок з життя окремих урядовців, ці книги здобули широку популярність у Західній Європі й були надруковані в перекладах на цілий ряд іноземних мов, в тому числі на польську в 1802 році.
Описам українських краєвидів також присвятив свій твір «Путешествие в полуденную Россию» Володимир Ізмайлов.
Російських сентименталістів XIX століття цікавить багате обрядами і звичаями життя українського народу, привертає увагу прихильність до давніх батьківських традицій, що знайшло вираз у таких творах як: «Отрывки из писем о Малороссии», «Письма из Малороссии» О. І. Льовшина (Див. http://www.ukrcenter.com/library/read.asp?id=4431&page=2), «Отрывки из путевых заметок одного украинца по дороге из Петербурга в Харьков» (1817), «Малороссийская деревня» та «Поездка из Малоросии в Грузию» Івана Кулжинського, «Путешествие по святым местам русским. Киев» Олександра Муравйова та в інші.
Доба преромантизму в російській літературі була часом інтенсивних записів, опрацювання та видавництва науковцями фольклористичних джерел, а також художньої обробки письменниками усної української літератури, головним чином епіки, разом з козацькими думами i історичними піснями, билинами київського та галицько-волинського циклу, що приводило до висвітлення фактів, мотивів і тематики двох найважливіших епох в історії України: періоду Київської Русі i часів Козаччини. Преромантична зацікавленість славістів і письменників етнографією, фольклористикою та історією України, збагатила бібліографію україністики в кількох важливих позиціях, котрі для представників українського народного відродження давали готовий матеріал до творення літературних творів сучасною українською мовою, натомість російськомовні письменники використовували цей матеріал найчастіше у цілях декоративних, збереження українського колориту у творах на «малоросійську» тематику.
Майже всі тогочасні російські літератори повсякденну мову українців вважали за діалект російської. Так, наприклад, засновник фольклористично-історичних збірників «Запорожская старина» (1833—1838) Срезневський Ізмаїл Іванович приймав українську мову за діалект російської, хоча в певні періоди своєї діяльності і визнавав можливість самостійного розвитку української літератури. Подібні переконання були властиві видавцеві українських козацьких дум Миколі Цертелєву, котрий твердив, що українська усна творчість може бути використана для надання українського колориту російськомовній літературі. Натомість Микола Полевой, аналізуючи твір Кирила Тополі «Чари», позитивно оцінює автора за те, що він дає правдивий опис українського народу. На думку М. Полевого українська література, як і вся культура, затримана у розвитку.
Тематика й здобутки української культури виявляли себе в різноманітних контекстах в літературних і публіцистичних творах першопланових російських письменників, зацікавлених культурою та історією, традиціями українського народу, особливо в періоди преромантизму і романтизму. Починаючи з усної української епіки, пісень чи казок, а також героїчних поем часів Київської Русі, «Владимир Возрожденный» Михайла Хераскова, «Алеша Попович» Миколи Радищева, через сентиментальну повість Костянтина Батюшкова «Предслава и Добрыня», історично-казкові мотиви з епохи Київської держави проникають до твору Василя Жуковського «Двенадцать спящих дев», а також Олександра Пушкіна «Руслан і Людмила».
Особливою популярністю користувалися в Росії твори вже згадуваного О. Сомова, Олександра Вельтмана «Кощей бессмертный, былина старого времени», що містили цікаві пародії, байки й билини, з сміливим використанням численних архаїзмів, а також другий твір цього письменника під назвою «Святославович, вражий питомец диво времен Красного Солнца Владимира».
Серед творів з фабулою чи тематикою запозиченою з літописів доби Київської Русі чи Козаччини належить відзначити:
- Кондратія Рилєєва — «Вещий Олег», «Олег на могиле Игоря», «Святослав», «Мстислав Удалой», «Рогнеда», а також думи — «Гайдамаки», «Богдан Хмельницький», «Наливайко», поему «Войнаровський»,
- Вільгельма Кюхельбекера — поема «Святополк Окаянный»,
- Олександра Марлінського — поема «Андрей, князь Переяславський»,
- Михайла Загоскіна — популярний роман «Аскольдова могила», котрий ніби підсумовував попередні твори присвячені Київській Русі.

Натомість поема О. Пушкіна «Полтава» стоїть в центрі цілого циклу творів російських письменників навіяних українською козаччиною, а точніше — у центрі творів присвячених гетьманові Лівобережної України Іванові Мазепі.
Протягом двох сторіч, від другої половини XVII століття до першої половини XX століття Україна, українська тематика постійно присутня в творах російськомовних письменників. Одночасно тривав процес відродження власне української літератури в нових мовних шатах — завдяки Іванові Котляревському, цілій плеяді українських преромантиків на чолі з Руською трійцею (М. Шашкевич, Я. Головацький, I. Вагилевич та ін.), Тарасом Шевченком, Кирило-Мефодієвським братством, українство стає для поодиноких російських письменників культурним партнером.
Олексій Кольцов (3 жовтня 1809, Вороніж — 29 жовтня 1842, Вороніж) народився та мешкав на українсько-російському етнічному порубіжжі, зазнав великого впливу з боку українського фольклору й навіть замолоду робив спроби віршувати українською.
Окреме місце в історії україно-російських взаємин займає Олександр Герцен, який у листі, датованим 1859 роком, під назвою «Росія і поляки», звертаючись до угоди Б. Хмельницького з царем, нагадує, що Україна в той час не приєдналася до Росії ані добровільно, ані навіть формально. Вона лише уклала союзний договір, який згодом було порушено царатом.
Українська тема присутня також у творах інших відомих російських письменників, серед яких: Толстой Олексій Миколайович, Олександр Купрін, Іван Бунін, Ілля Еренбург.

Для більшості росіян, що діяли як на ниві літературній, громадській, так і на політичній, Україна й українці стають також політичною проблемою, яка викликає почуття непевності, чи навіть загрози. Засвідчував про те спосіб трактування письменниками, видавцями, критиками самої української мови, а також їхнє ставлення до новоствореної української літератури. Прикладом може бути позиція впливового і відомого літературного критика Вісаріона Бєлінського, який стверджував, що ані література, ані українська мова не мають жодних можливостей самодіяльного розвитку. 